# 에라스 (루이지애나주)

에라스(Erath)는 미국 루이지애나주 버밀리언군의 타운이다. 이 지역의 인구 수는 2010년 인구 조사 기준으로 2,114명이다.
지명은 1860년에 스위스에서 뉴올리언스로 이민온 어거스트 에라스(August Erath, 1843년 3월 18일 ~ 1900년 9월 11일)의 이름을 따서 지어졌다. 그는 맥주집의 회계 장부 담당자였다.

## 인구
| 인구조사              | 인구  | Note  | %±     |
| --------------------- | ----- | ----- | ------ |
| 1900년                | 215   |       | —      |
| 1910년                | 575   |       | 167.4% |
| 1920년                | 713   |       | 24.0%  |
| 1930년                | 895   |       | 25.5%  |
| 1940년                | 1,408 |       | 57.3%  |
| 1950년                | 1,514 |       | 7.5%   |
| 1960년                | 2,019 |       | 33.4%  |
| 1970년                | 2,024 |       | 0.2%   |
| 1980년                | 2,259 |       | 11.6%  |
| 1990년                | 2,428 |       | 7.5%   |
| 2000년                | 2,187 |       | −9.9%  |
| 2010년                | 2,114 |       | −3.3%  |
| 2020 (추산)           | 2,030 | [ 1 ] | −4.0%  |
| U.S. Decennial Census |       |       |        |